# Suikerrui

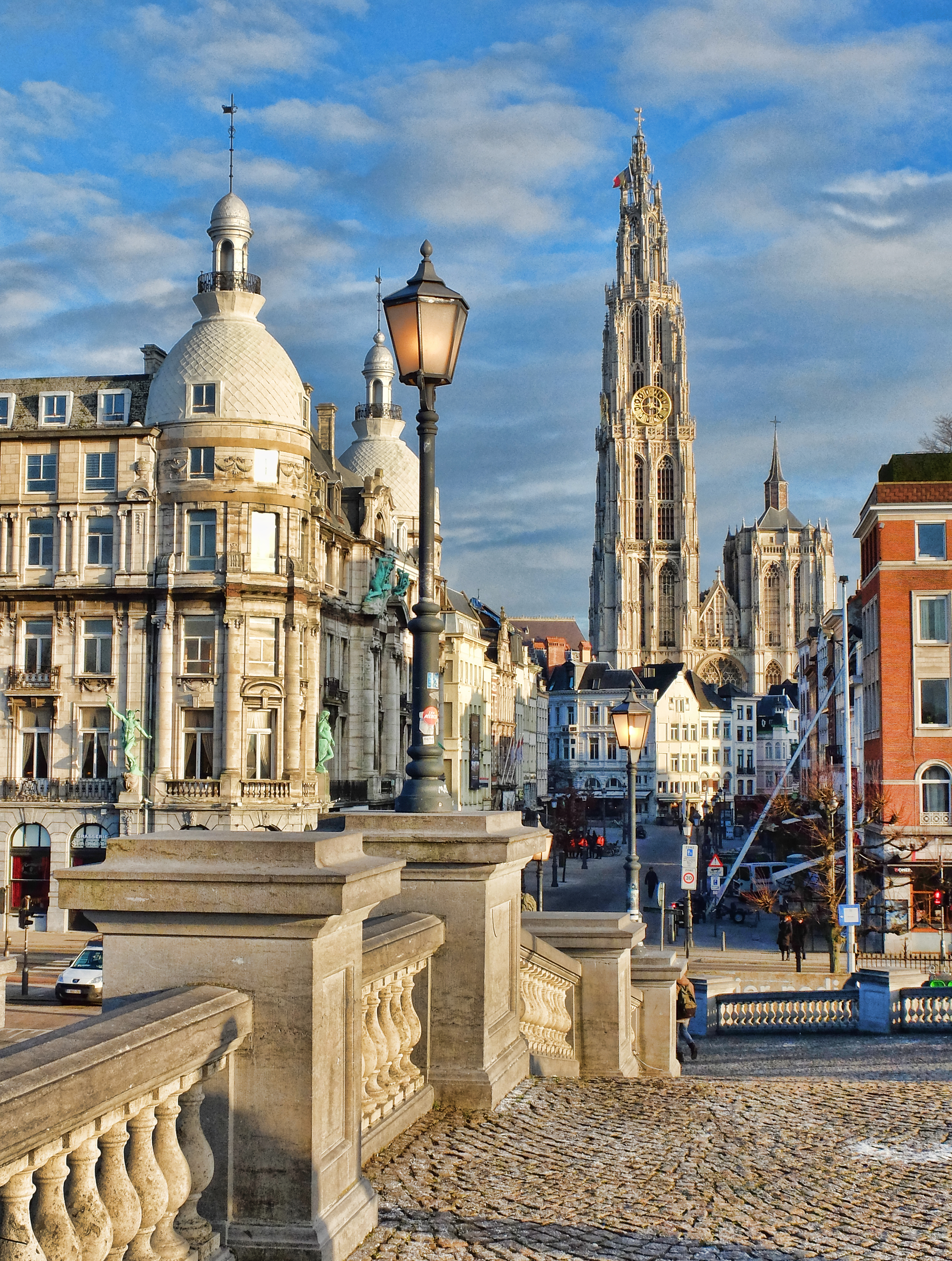
Zicht op de Suikerrui en de Onze-Lieve-Vrouwekathedraal vanaf het Noorderterras (foto: Jules Grandgagnage)

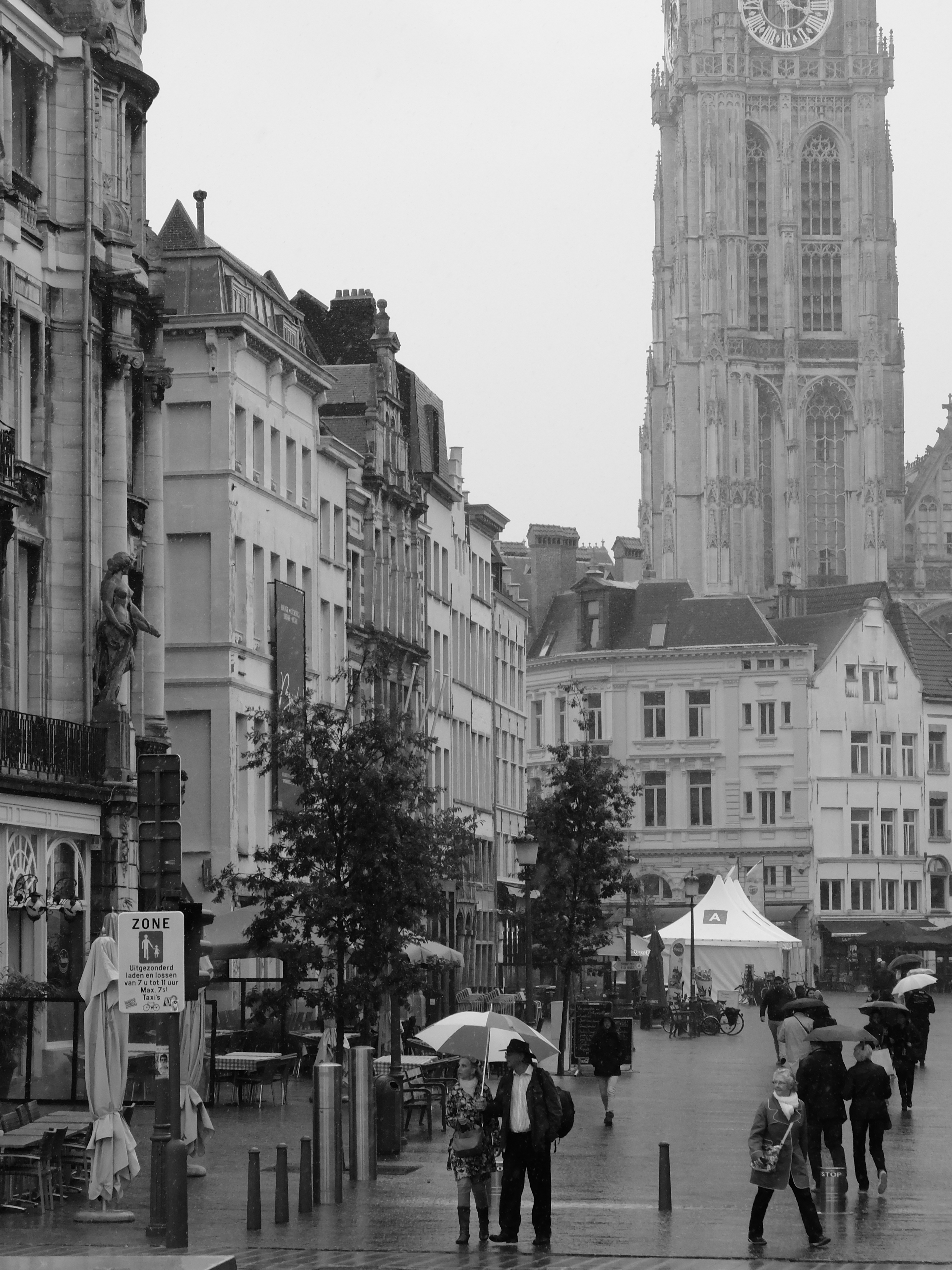
De Suikerrui in Antwerpen (2014)

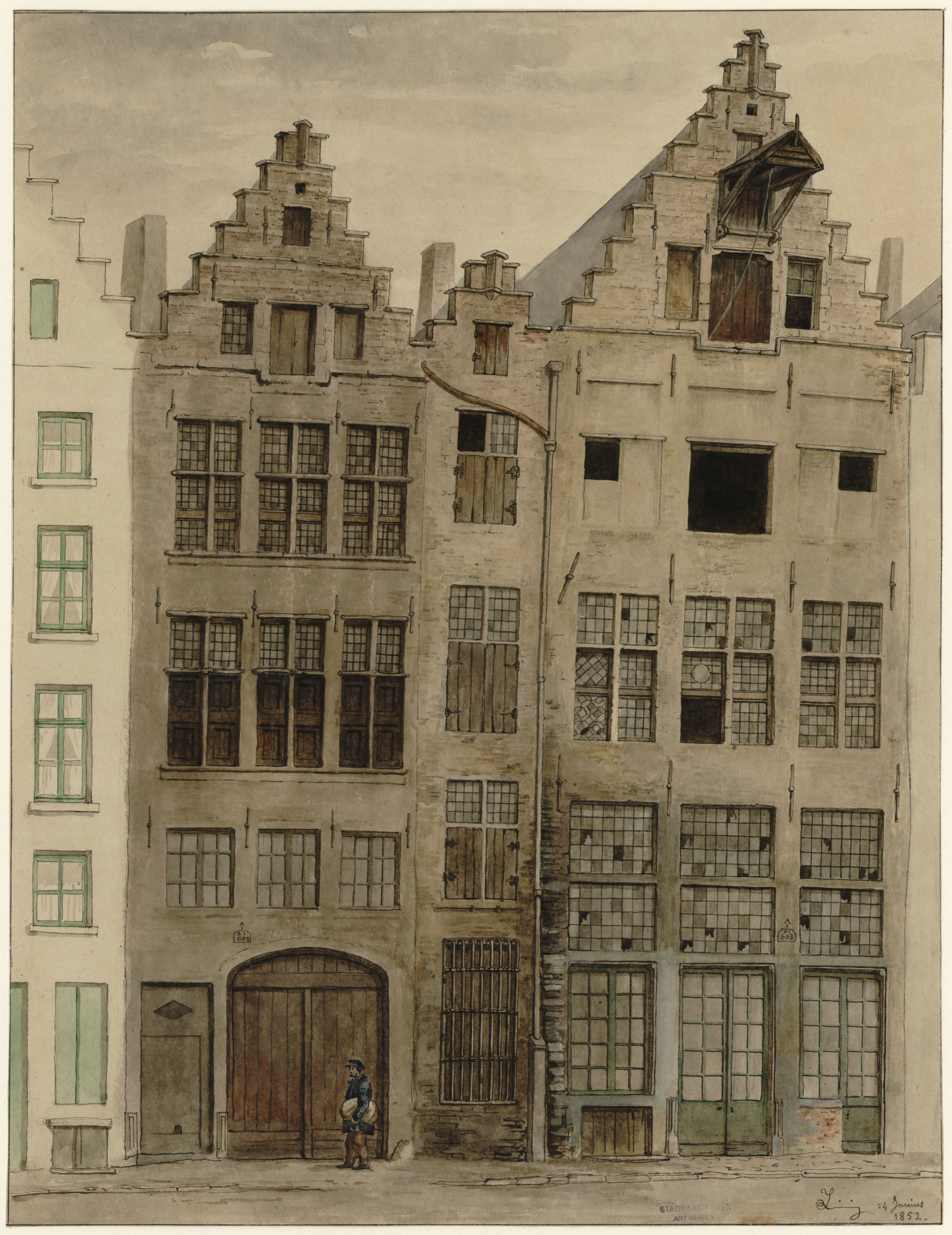
Trapgevels op de Suikerrui, 1852, Jozef Linnig, Felixarchief, 12 3002

De Suikerrui is een straat in het oude centrum van de stad Antwerpen en verbindt de Grote Markt met de oostoever van de Schelde. De naam verwijst ook naar de rui die zich onder de straatstenen bevindt.
De naam Suikerrui stamt uit omstreeks 1530. Het gedeelte tussen de Hoogstraat en de Pieter Potstraat werd toen zo genoemd, terwijl aan de overkant (in het midden stroomde water) de naam Zoutrui gebruikt werd. Het gedeelte tussen de Pieter Potstraat en de Schelde werd Boterrui genoemd.
In 1661 werd het grootste deel van de huidige Suikerrui overwelfd. De Boterrui zou pas in 1832 volgen. In 1893 werd de naam Suikerrui op de gehele straat van Grote Markt naar Schelde van toepassing. Sinds 1907 heeft de Suikerrui haar huidige vorm.
De overdekte waterstroom onder de Suikerrui diende tot de jaren 1990 als riool. Tegenwoordig kan men er een ondergrondse, geleide wandeltocht doen, vertrekkend vanaf het Ruihuis op de Suikerrui.
In 2012 werden bij werken de resten van het vijftiende-eeuwse gotische stadhuis ontdekt tussen het stadhuis en de ruien, net onder de Suikerrui. 
Aan de Suikerrui nummer 19 bevindt er zich het nieuwe diamantmuseum DIVA.